# Шадек Карл Йосипович
Карл Йо́сипович Ша́дек (чеськ. Šadek, пол. Szadek, англ. Shadek) — київський музикант (віолончеліст, контрабасист) і вчений-медик чеського походження. Один з синів музичного педагога і музиканта Й. В. Шадека. Його ґрунтовні праці з дерматології і сифілідології видавались російською, польською, англійською, німецькою та іспанською мовами.

## Життєпис
Народився в Житомирі в родині музиканта і викладача чоловічої гімназії Й. В. Шадека.
1858 року переїхав до Києва.
Як музикант грав на віолончелі, контрабасі. В 1860-х — 1870-х роках разом з батьком і братом виступав на багатьох камерних концертах в Києві. Родина Шадеків, завдяки опануванню різними інструментами, з'являлася перед слухачами в різних виконавських амплуа. Серед творів, які були зіграні Шадеками у різні роки, — камерні п'єси Моцарта, Гуммеля, Мендельсона, Бетховена, Серве, Голенковського, Бюхнера, фортепіанні транскрипції Черні та ін.
Деякий час, будучи студентом медичного факультету Київського університету, співав у хорі під керівництвом М. В. Лисенка.
17 квітня 1874 року отримав диплом лікаря після закінчення університету, в якому навчався за казенний кошт.
Під час роботи в Київському університеті Карл Шадек успішно займався наукою. Його ґрунтовні праці з дерматології і сифілідології видавались російською, польською, англійською, німецькою та іспанською мовами. Працював хірургом у Київському військовому госпіталі, принаймні в 1881—1886 роках.
У січні 1881 року став одним з членів-засновників Товариства нічних чергувань, на базі якого з 1902 року було створене Товариство швидкої медичної допомоги. Київський досвід організації медичного обслуговування населення визнавався найефективнішим в імперії.
Відомо також, що Карл Шадек був членом очолюваної М. В. Лисенком музичної комісії при Літературно-артистичному товаристві. До складу комісії також входили Єлизавета Кульженко, Михайло Сікард, Казимир П'ятигорович, Микола Тутковський, Людмила Паращенко. 1905 товариство було закрите царською поліцією.

## Праці
- Шадек К. Бромистая сыпь // Южно-русская медицинская газета, № 23, Четверг, 10-го июня. — С. 295—297.
- Karl Shadek of Kieff. Carbolate of mercury in syphilis // The Lancet, Volume 1. — J. Onwhyn, 1887 — Medicine. — P. 943(англ.)
- Dr. Karol Szadek. Przyczynek do Kazuistyki osutki bromowej. — Krakow, 1888.(пол.)
- Шадек К. О. (портрет) // Илюстрированный сборник Киевского Литературно-Артистического общества. — К.: Фото-тип. С. В. Кульженко, 1900(рос.)